# GLAMOROUS HEROES
GLAMOROUS HEROES（グラマラスヒーローズ。中:300大作战）は、TOKYO MXで2017年10月7日より、12月9日まで土曜午前2時10分から午前2時20分（金曜深夜）まで放送（本編約８分エンドトーク約１分CM約１分）していた日本のテレビアニメ。
中華題と同名の中華人民共和国でのオンラインゲームをアニメ化したもので、エレクトリック・スポーツのプロゲーマーを題材としている。
約5分間の短編アニメ本編終了後に毎回、声優陣が出演しアニメ本編やアニメの題材となったエレクトロニック・スポーツに関して語り合うミニコーナーがある。2017年9月1日のニコニコ生放送「金曜夜の赤坂アニメバラエティー」にてアニメ化が発表され、その「金曜夜の赤坂アニメバラエティー」の後半パートでねりまだいこん。が声優陣とトーク等を繰り広げるトークバラエティも行われる。

## 登場人物
青葉海人
声 - 藤田富
元プロゲーマー。プロに復帰すべく奮闘する。
早乙女千尋
声 - 小林ゆう
インストラクション
声 - 中原麻衣
仮想世界での案内人。
長門あきら
声 - 牛木理人
早乙女真尋
声 - 平翔奈
フランシス・デュカ
声 - 小南光司
アタランテ
声 - 鈴木つく詩
グレンダ
声 - 有澤睦生
ジライヤ
声 - 凛青
ベーオウルフ
声 - 小田敏充
データ
声 - 三輪晴香
タイム
声 - 赤沼葵

## スタッフ
- 原案・原作 - 中條元史
- 総監督 - 高本宣弘
- 監督 - 布施木一喜
- キャラクター原案 - 王梦妍
- キャラクターデザイン - 濱口頌平
- 美術監督 - 宮前光春、高野正道
- 色彩設計 - のぼりはるこ
- 撮影監督 - 小野寺正明
- 編集 - 柳圭介
- 音楽・プロデューサー - AKIHITO
- 音響監督 - 中野陽子（スタジオボイス）
- アニメーションプロデューサー - 稲村努（drop）
- 音楽協力 - +ONE RECORDS
- アニメーション協力・実写パート製作 - 6次元アニメーション
- アニメーション制作 - drop
- 企画・製作 - 上海跳跃互娱

## 劇中歌
オープニングテーマ「GLAMOROUS」
作詞・作曲 - AKIHITO / 歌 - SHOW-C
エンディングテーマ「OVER」
作詞・作曲 - AKIHITO / 歌 - SHOW-C
挿入歌「LAND」（第2話）
作詞・作曲 - AKIHITO / 編曲 - 滝沢光啓 / 歌 - COJIRASE THE TRIP

## 各話リスト
| 話数       | サブタイトル | 脚本     | 絵コンテ | 演出            | 作画監督                |
| ---------- | ------------ | -------- | -------- | --------------- | ----------------------- |
| Chapter 01 | 堕ちた剣豪   | 中條元史 | 高本宣弘 | 高本宣弘        | 服部一郎                |
| Chapter 02 | 剣の舞       | 中條元史 | 神原雄二 | 川奈可奈        | 服部一郎                |
| Chapter 03 | 強欲の果て   | 中條元史 | 神原雄二 | Kim, Myeong-gun | Mim, Hyun-sook          |
| Chapter 04 | 大罪の応報   | 中條元史 | 神原雄二 | 宮田亮          | 青鉢芳信                |
| Chapter 05 | うごめく影   | 中條元史 | 神原雄二 | Jang min ho     | Park su bok、Park yu mi |
| Chapter 06 | 過去との邂逅 | 中條元史 | 神原雄二 | 津田義三        | 服部一郎                |
| Chapter 07 | 激突         | 中條元史 | 神原雄二 | 佐々木啓介      | 青鉢芳信                |
| Chapter 08 | 最悪の敵     | 中條元史 | 神原雄二 | 佐々木啓介      | 青鉢芳信                |
| Chapter 09 | 最強対最凶   | 中條元史 | 神原雄二 | 佐々木啓介      | 青鉢芳信                |
| Chapter 10 | 戦いの果て   | 中條元史 | 高本宣弘 | 高本宣弘        | 田畑昭、服部一郎 藤優子 |